# Takuma Aoki

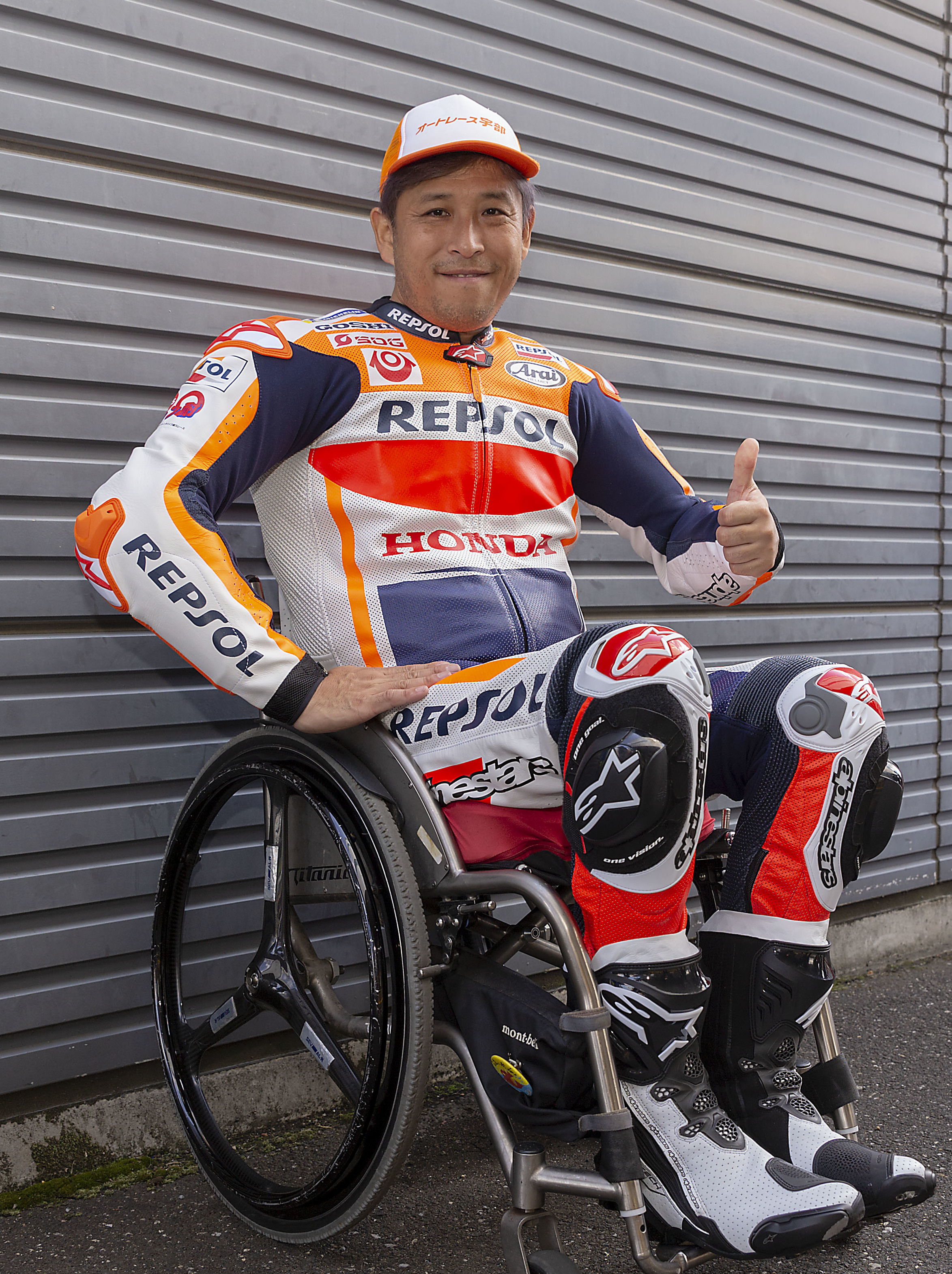
Takuma Aoki in 2019.

Takuma Aoki (Japans: 青木 拓磨, Aoki Takuma, Tokio, 24 februari 1974) is een Japans voormalig motorcoureur en autocoureur. Hij stamt uit een coureursfamilie; zijn broers Nobuatsu en Haruchika waren eveneens in het wereldkampioenschap wegrace actief.

## Carrière
Aoki begon zijn motorsportcarrière in Japan in 1982 in de pocketbikes, voordat hij in 1990 de overstap maakte naar het wegrace. In 1991 kwam hij uit in de 250 cc-klasse van het All Japan Road Race Championship. Hij bleef hier een aantal seizoenen in actief en debuteerde in 1993 in de 250 cc-klasse van het wereldkampioenschap wegrace in zijn thuisrace als wildcardcoureur op een Honda en werd hierin achtste. In 1994 stapte hij binnen het Japans kampioenschap wegrace over naar de superbike-klasse. Verder keerde hij terug naar het WK 250 cc in de Grand Prix van Japan en werd hierin vijfde. Ook debuteerde hij dat jaar in het wereldkampioenschap superbike op een Honda tijdens de races op Sugo, waarin hij zevende en achtste werd.
In 1995 stapte Aoki binnen het Japans kampioenschap superbike over naar het fabrieksteam van Honda en won hiermee de titel. Hiernaast debuteerde hij in de 500 cc-klasse van het WK wegrace en eindigde direct op het podium, achter Daryl Beattie en Mick Doohan. Verder reed hij in de races op Sugo in het WK superbike, waarin hij in de eerste race uitviel, maar in de tweede race zevende werd. In 1996 prolongeerde hij zijn titel in het Japanse kampioenschap superbike. In de Grand Prix van Japan kwam hij opnieuw uit in het WK wegrace, maar kwam hierin niet aan de finish. In het WK superbike reed hij in de races op Sugo en won hij de tweede race van dit weekend.

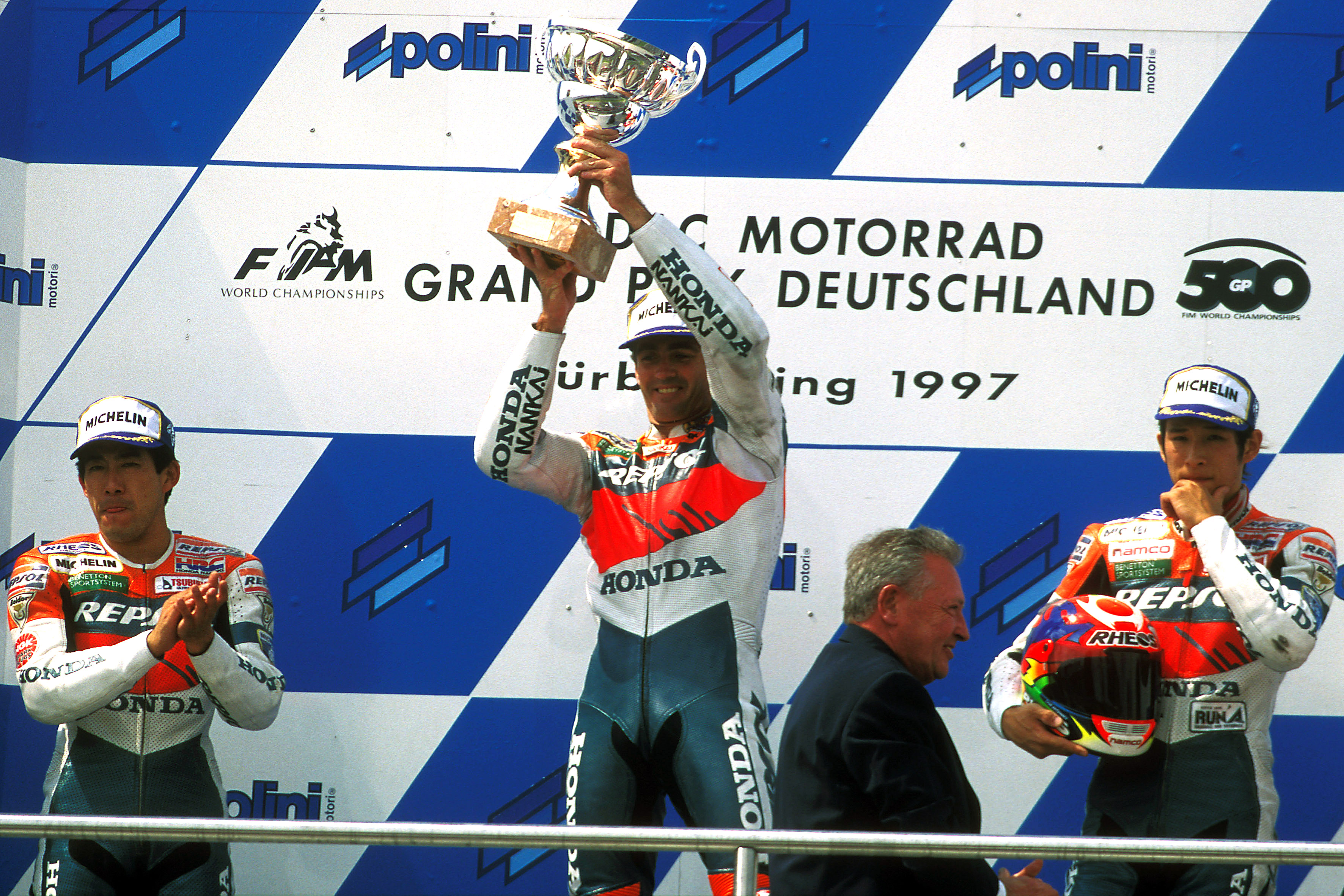
Aoki (rechts) met Tadayuki Okada en Mick Doohan op het podium in de Grand Prix van Duitsland 1997.

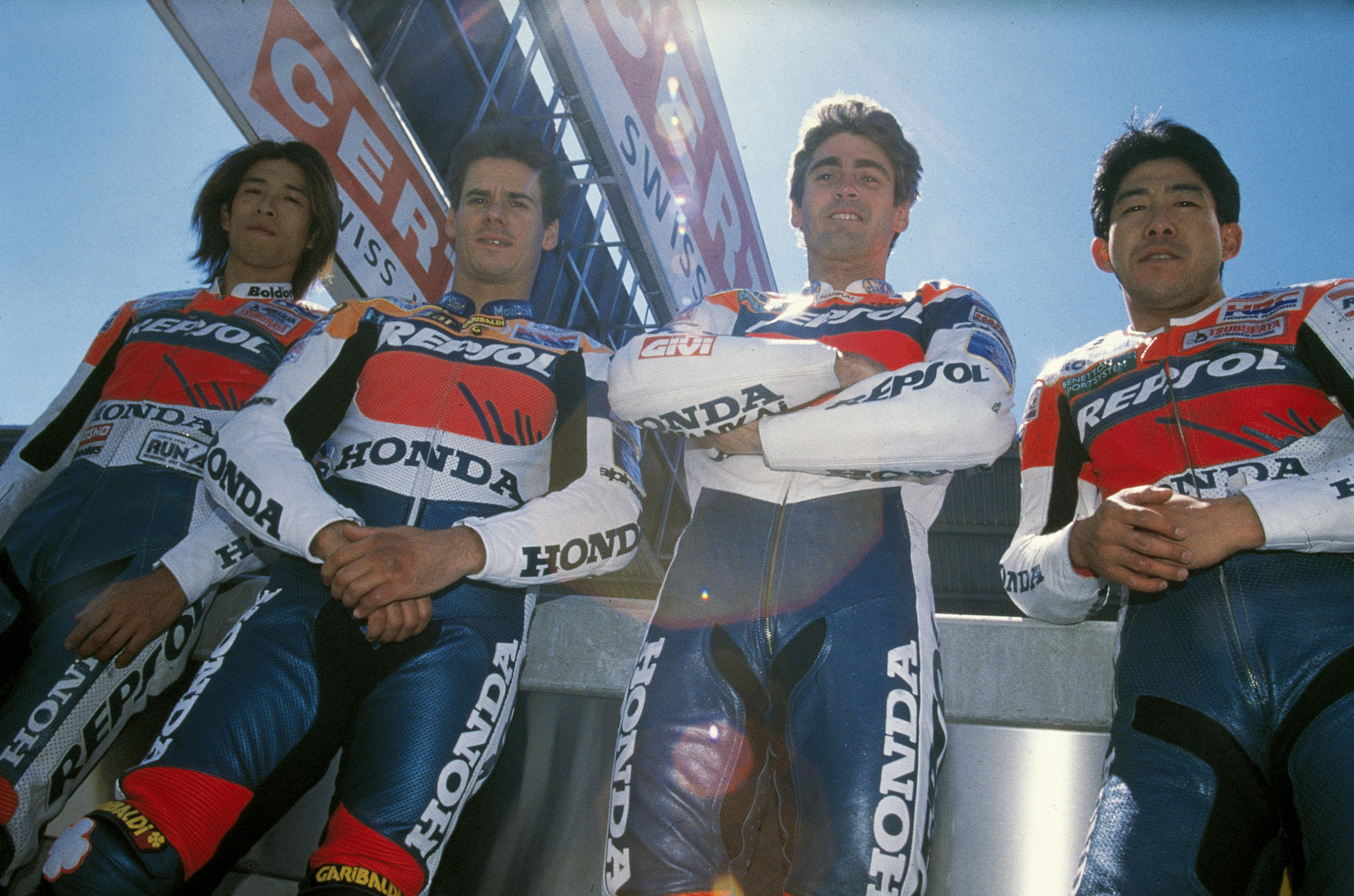
Aoki (links) met zijn teamgenoten Àlex Crivillé, Doohan en Okada in 1997.

In 1997 reed Aoki voor het eerst een volledig seizoen in het WK 500 cc voor het fabrieksteam van Honda, samen met Àlex Crivillé, Mick Doohan en Tadayuki Okada. In de eerste race in Maleisië lag hij aan de leiding, maar uiteindelijk eindigde hij als vijfde. In Imola behaalde hij zijn eerste podiumfinish met een derde plaats, een resultaat dat hij in de volgende race in Duitsland herhaalde. Hij behaalde zijn beste uitslag in de seizoensfinale in Australië, waarin hij achter Crivillé tweede werd. Met 134 punten werd hij achter zijn teamgenoten en zijn broer Nobuatsu vijfde in het kampioenschap. In februari 1998 maakte hij een ongeluk mee tijdens een privétest van Honda op de Suzuka International Racing Course. Hoewel hij minder dan 50 km/h reed, raakte hij in een highsider en kwam hij met zijn hoofd tegen de vangrails terecht. Hij liep hierbij letsel op aan zijn ruggengraat, waardoor zijn benen verlamd raakten. Hiermee kwam zijn carrière als motorcoureur per direct ten einde.

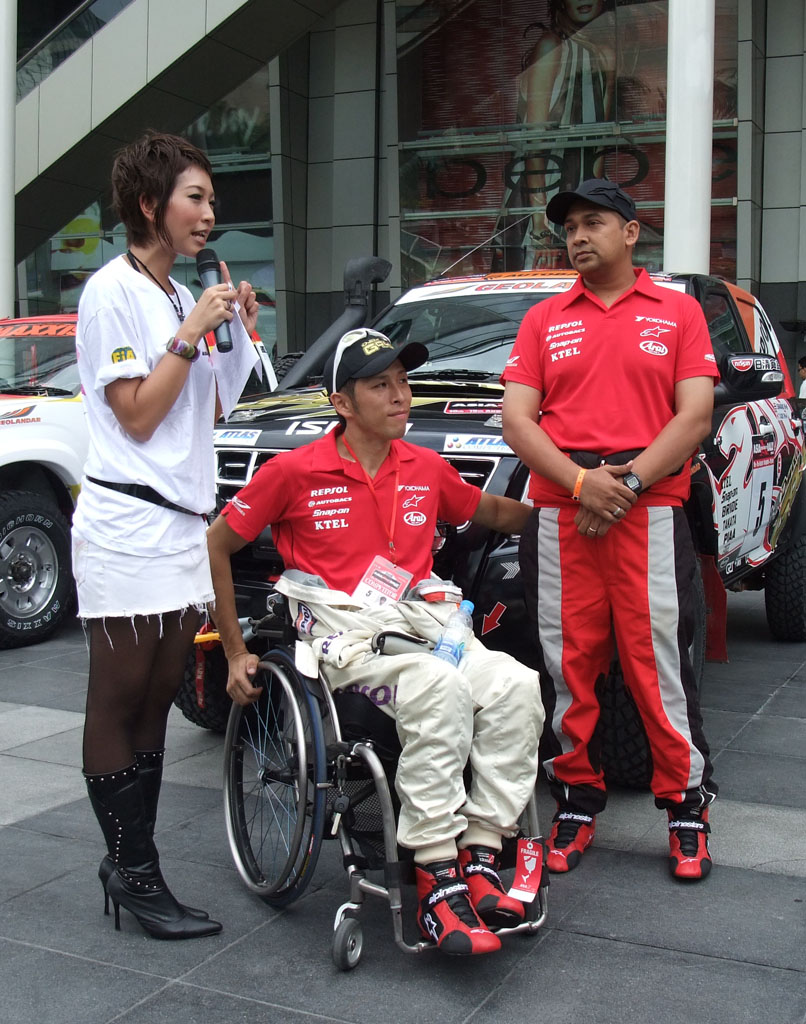
Takuma Aoki (midden) in 2008.

In 1999 werd Aoki assistent-directeur van de race-afdeling van Honda. Na een aantal jaren keerde hij terug als coureur, ditmaal in de autosport, in een speciaal voor hem aangepaste auto. Vanaf 2005 nam hij deel aan diverse rally's in Japanse en Aziatische kampioenschappen. In 2009 debuteerde hij in de Dakar-rally. Vervolgens vroeg hij een racelicentie aan bij de Japanse autosportbond, zodat hij deel kon nemen aan circuitraces. Hij kreeg deze niet toegewezen, aangezien hij een handicap had aan meer dan de helft van zijn lichaam, en kreeg enkel een licentie waarmee hij in rally's kon rijden. Als gevolg van de ophef die hierover ontstond, werd deze regel in 2010 geschrapt en Aoki kreeg een racelicentie voor circuitraces. Hiermee nam hij deel aan de ST4-klasse van de Super Taikyu Series, samen met Takeshi Tsuchiya.
In 2013 kreeg Aoki een internationale racelicentie, waarmee hij deelnam aan kampioenschappen als het Aziatische GT-kampioenschap en de Asian Le Mans Series. In dit laatste kampioenschap werd hij in het seizoen 2016-2017 kampioen in de GT Cup-klasse, samen met Shinyo Sano. In 2019 reed hij voor het eerst sinds zijn ongeluk weer op een motorfiets. Met hulp van zijn broers reed hij op een speciaal voor hem aangepaste Honda CBR1000RR in een privétest op het circuit van Suzuka, voorafgaand aan de 8 uur van Suzuka. Ook reed hij dat jaar in het voorprogramma van de Grand Prix van Japan samen met zijn broers in een demonstratie. In november reed hij in een demonstratie op Suzuka, samen met voormalig wereldkampioen wegrace Wayne Rainey, wiens benen eveneens vanwege een race-ongeluk verlamd waren geraakt.
In het seizoen 2019-2020 kwam Aoki uit in de Jaguar I-Pace eTrophy, een supportklasse van de Formule E, voor het Team Yokohama Challenge. In zijn eerste race op het Autódromo Hermanos Rodríguez behaalde hij direct een podiumplaats. Met 42 punten werd hij zesde in het kampioenschap. In 2021 debuteerde hij in de 24 uur van Le Mans, samen met Nigel Bailly, die eveneens verlamd is, en Matthieu Lahaye. Het team kwam uit in een speciale klasse voor innovatieve voertuigen. Dit project was al in 2018 aangekondigd en het was de bedoeling dat het team in 2020 al zou deelnemen, maar dit werd een jaar uitgesteld vanwege de coronapandemie. Het team legde 334 ronden af en eindigde hiermee op plaats 32 in de race.